# 평원의 무법자
《평원의 무법자》(영어: High Plains Drifter)는 미국에서 제작된 클린트 이스트우드 감독의 1973년 서부, 스릴러, 드라마 영화이다. 클린트 이스트우드 등이 주연으로 출연하였고 로버트 달리 등이 제작에 참여하였다.

## 출연

### 주연
- 클린트 이스트우드: 이방인 역

### 조연
- 버나 블룸: 샤라 벨딩 역
- 마리아나 힐: 캘리 트레버스 역
- 미첼 라이언: 데이브 드레이크 역
- 잭 깅: 모건 앨리 역
- 스테판 기에라쉬: 시장 제이슨 호바트 역

### 단역
- 테드 하트리
- 빌리 커티스
- 제프리 루이스
- 스콧 월커
- 월터 반즈
- 폴 브리니가
- 리차드 불
- 알렉스 티니
- 로버트 도너
- 존 힐러먼
- 안소니 제임스
- 윌리엄 오코넬
- 존 퀘이드
- 댄 바디스
- 버디 밴 혼
- 제인 오울
- 레이드 크럭크샹크
- 짐 고사
- 잭 코슬린
- 러스 맥커빈
- 벨리 밋첼
- 존 미첨
- 칼 피티
- 척 워터스

## 제작진
- 촬영: 브루스 서티스
- 미술: 헨리 범스테드
- 편집: 페리스 웹스터
- 음악: 디 바튼
- 각본: 어니스트 타이디먼
- 제작: 로버트 달리
- 감독: 클린트 이스트우드
- 특배: (주)우진필림

## EBS판 제작진 (2010년 8월 14일)
- 프로듀서: 이지연
- 번역: 강준환
- 감수: 변용란
- 종합편집: 김선경
- CG: 이상덕
- 우리말 연출: 김윤희
- 기획: EBS
- 우리말 제작: ㈜리플레이